# Ville Ritola
Vilho („Ville“) Eino Ritola (18. ledna 1896 Peräseinäjoki – 24. dubna 1982 Helsinky) byl finský běžec na střední a dlouhé tratě. Ritola získal na Letních
olympijských hrách 1924 v Paříži a na Letní olympijských hrách 1928 v Amsterdamu celkem osm medailí, z toho pět zlatých a tři stříbrné. Patří do skupiny takzvaných „Létajících Finů“ desátých a dvacátých let po boku Paava Nurmiho a Hannese Kolehmainena. Je držitelem rekordu pro nejvyšší počet získaných medailí na jedněch olympijských hrách z atletiky – čtyř zlatých a dvou stříbrných a v celkovém počtu získaných atletických zlatých medailí na jedné olympiádě se umisťuje na druhém místě (za Paavem Nurmim).

## Mládí a emigrace do Spojených států amerických
Ville Ritola se narodil v dnes již zaniklé obci Peräseinäjoki do rodiny farmáře Johannese Ritoli (1851 – 1944) a Serafii Gevärové (1863 – 1919), kteří žili poblíž města Sienäjoki v západním Finsku. Ze svých 19 sourozenců se narodil jako 14. v pořadí, přičemž pět jeho sourozenců zemřelo ve velmi útlém věku. Šest ritolových sourozenců náleželo do otcova prvního manželství a zbylých 14 dětí včetně samotného Ritoli pocházelo z otcova druhého manželství. 
V roce 1913 vycestoval za svými sedmi sourozenci do Spojených států amerických, aby zde mohl pracovat jako tesař. Se závodním během začal poprvé až v roce 1919 ve svých 23 letech, na což ve spojitosti se svojí sportovní kariérou mnohokrát poukazoval, neboť jej to v porovnání s jeho ostatními soupeři velmi znevýhodňovalo, zejména pokud se zaměříme na jeho hlavního rivala Paava Nurmiho, který se systematickým běžeckým tréninkem začal ještě před dovršením 20 let. Roku 1919 se přidal k Finsko – Americkému Atletickému klubu, kde trénoval společně se svým krajanem Hannesem Kolehmainen, který se do USA přistěhoval po Olympijských hrách 1912 ve Stockholmu. Na jaře roku 1919 se zúčastnil svého prvního běžeckého závodu, který se konal na ulicích New Yorku, a závod dokončil na 33. místě celkově ze 700 startujících. Tohoto výsledku se mu podařilo dosáhnout krátce poté, co přešel k systematickému tréninku.
Těsně před Letní Olympiádu 1920 se Kolehmainen pokoušel Ritolu přesvědčit, ať se přidá k finské olympijské výpravě, avšak Ritola mu odpověděl, že zatím není ještě připraven. A také se právě oženil se Selmou née Aaltonen. V roce 1921 začal závodit systematicky a roku 1922 získal svoji první zlatou medaili z mistrovství pořádaného svazem amatérských atletů. Roku 1922 dokončil Bostonský maraton celkově na druhém místě.

## Ritola na olympijských hrách 1924, Paříž
V průběhu roku 1923 začali američtí Finové vybírat peníze, aby mohl Ritola odletět do Finska, kde by se v květnu roku 1924 zúčastnil kvalifikačního závodu na olympiádu, což se jim nakonec podařilo. Ville Ritola tento kvalifikační závod v běhu na 10 000 m vyhrál a to dokonce v novém světovém rekordu 30:35,4 s. Jednalo se o jeho první vytvoření světového rekordu v životě.

### Běh na 5 000 m
Závodu se zúčastnilo 38 závodníků z 22 zemí. Ville Ritola v něm svedl urputný souboj se svým krajanem Paavem Nurmim a v boji o zlato s ním prohrál o pouhé dvě desetiny sekundy. Nurmi doběhl v novém olympijském rekordu 14:31,2 min, Ritola měl čas 14:31,4 min, třetí byl Švéd Edvin Wide o půl minuty zpět (15:01,8 min).

### Běh na 10 000 m
Výsledky uvádějí celkem 36 závodníků ze 17 zemí. Ville Ritola byl v závodě suverénem a získal si značný náskok, nakonec vyhrál v novém světovém a olympijském rekordu 30:23,2 min. Za ním skončil opět Švéd Edvin Wide (30:55,2 min), třetí byl další Fin Eero Berg (31:43,0 min).

### 3 000 m překážek
Běh absolvovalo 19 závodníků z 9 zemí. Excelovali opět Finové: Ville Ritola vyhrál suverénně v olympijském rekordu 9:33,6 min, za ním skončil Elias Katz (9:44,0 min), třetí byl Francouz Paul Bontemps (9:45,2 min).

### 3 000 m družstva
Devět družstev se postavilo na běh, v němž se pořadí nejlepších tří závodníků z každé země sčítalo a tým s nejmenším počtem bodů vyhrál. Po rozbězích následovalo finále čtyř nejlepších družstev. Zvítězilo Finsko ve složení Paavo Nurmi, Ville Ritola, Elias Katz, Sameli Tala, Frej Liewendahl a Eino Seppälä (8 b.), druhá byla Velká Británie, třetí USA.

### Přespolní běh 10 km – jednotlivci
Startovalo 38 závodníků z 10 zemí. Pole běžců se velmi brzy roztrhalo a vpředu běželi osamoceně dva Finové. Paavo Nurmi zvítězil s náskokem v časw 32:54,8 před Villem Ritolou (34:19,4 min), až minutu za nimi doběhl třetí Američan Earl Johnson (35:21,0 min).

### Přespolní běh 10 km – družstva
Startovalo celkem sedm družstev, ale klasifikovány mohly být pouze země, jimž doběhli tři závodníci do cíle, jejich pořadí se sčítalo a zvítězilo družstvo s nejmenším počtem takto získaných bodů. Zvítězili Finové (Paavo Nurmi, Ville Ritola, Heikki Liimatainen; Eero Berg, Väinö Sipilä a Eino Rastas nebyli pro týmovou soutěž klasifikováni). Druhé byly USA, třetí Francie.
Ritolův vítězný triumf na Olympijských hrách v Paříži se vepsal do historie. Dodnes je jeho zisk šesti medailí z jedněch olympijských her dosud nejvyšší v dějinách olympiády a jeho zisk čtyř zlatých medailí je druhý nejvyšší v historii hned za pěti získanými zlatými medailemi Paava Nurmiho, které získal na tentýž Olympijských hrách.

## Návrat do Spojených států

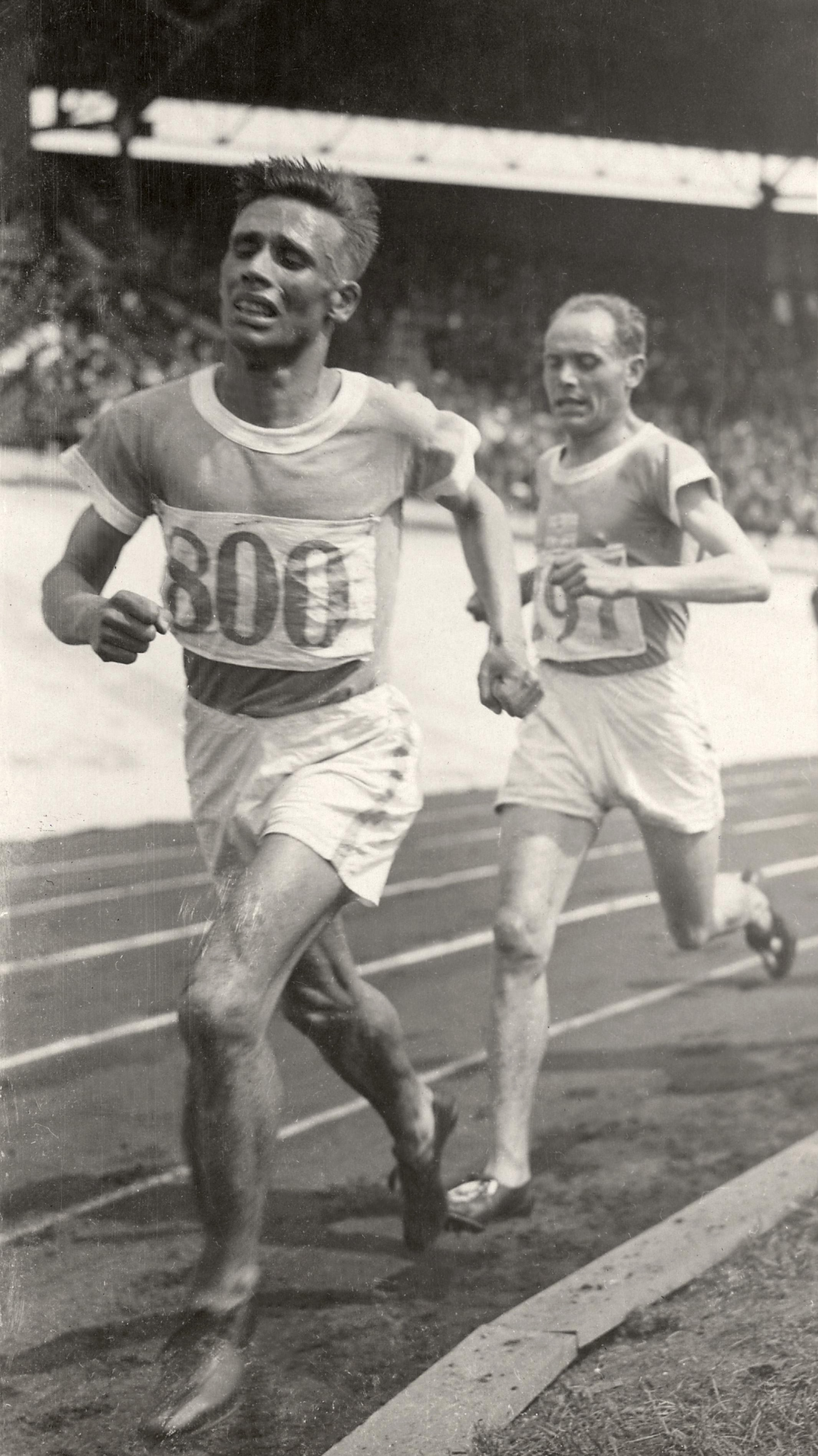
Ville Ritola s Paavem Nurmim při závodě v běhu na 10 000 m během Olympijských her 1928 v Amsterdamu

Po skončení olympijských her v Paříži se musel Ritola vrátit do Ameriky, aby si zde našel zaměstnání, zatímco jeho těhotná žena nadále zůstala ve Finsku. Zde v listopadu roku 1924 porodila dceru Anju a za svým manželem odcestovaly v březnu roku 1925. 
V zimě na přelomu roku 1924 – 1925 se Ritola účastnil závodů napříč Spojenými státy a Kanadou. V této řadě závodů překonal světové rekordy v běhu na 3000 m (8:26,8), 3000 m překážek (9:18,6), 5000 m (14:23,2) a v bězích na 2 míle, 2 míle s překážkami, 3 míle a 5 mil. Avšak žádný z těchto rekordů nebyl oficiálně uznán za platný, neboť všechny tyto závody se pořádány v hale, a nikoli na standardním atletickém stadionu.

## Ritola na olympijských hrách 1928, Amsterdam
Ve svých 32 letech v roce 1928 pracoval Ritola na montáži již déle než deset let, a i přesto že netrénoval systematicky, tak znovu zvítězil na mistrovství amatérských atletů 1927.

### Běh na 5 000 m
Běželo celkem 36 závodníků ze 17 zemí. Ritola s Nurmim do tohoto závodu přicházeli se zraněními ze závodu v běhu na 3000 m překážek, kde si Ritola namohl kotník a Nurmim bok. Avšak i přes tato zranění se v polovině trati Ritola ujmul vedení a v posledních 600 m jej dokázali následovat pouze Nurmi s Widem. V poslední zatáčce se Ritola odtrhnul od vedoucí skupiny a zvítězil v čase 14:38,0. Za ním o druhé místo ještě soupeřili Nurmi s Widem, avšak Nurmi udržel svoji pozici a porazil Wida o 0,2 vteřin (14:40,0). Ritola tímto vítězství celkově získal pět zlatých a tři stříbrné medaile z olympijských her.
Trojice medailistů mezi sebou svedla urputný souboj, v němž se Ville Ritolovi podařilo oplatit časem 14:38,0 min Paavo Nurmimu (14:40,0 min) porážku z Paříže, třetí skončil stejně jako v Paříži Švéd Edvin Wide (14:41,2 min).

### Běh na 10 000 m
Na start se postavilo 24 závodníků z 12 zemí. V tomto závodě se Ritola utkal s Paavem Nurmim. Ritola po 1500 m navýšil tempo a ve skupince s ním zůstali pouze Paavo Nurmi, Edvin Wide, Beavers a Ray. Na 3. km za skupinkou začal zaostávat Američan Ray a před 4. km jej následoval i Brit Beavers. Po 6500 m se od skupinky začal vzdalovat i Edvin Wide a ve vedení tedy zůstali jenom Ritola a Nurmi. Rozhodující byla cílová rovinka, kde Nurmi v cíli sprintem předběhl Ritolu a zvítězil nad ním o 0,6 sekundy a zvítězil v novém olympijském rekordu 30:18,8 min. Třetí byl opět Švéd Edvin Wide.

### Běh na 3 000 překážek
Ville Ritola v závodě, v němž dominovali jeho krajané (1. Toivo Loukola, 2. Paavo Nurmi, 3. Ove Andersen), neuspěl a obsadil 9. místo.
Ritola se nikdy nezúčastnil závodů mistrovství Finska, ale zato získal nemálo medailí z mistrovství amatérských atletů konaných ve Spojených státech amerických. Titul mistra MAA si odnesl ze závodů v běhu na 6 mil (1927), na 10 mil (1922, 1923, 1925 – 1927), v běhu na 2000 yardů překážek (1923, 1926 a 1927) a v přespolním běhu (1922, 1923, 1925 – 1927).

## Život po sportovní kariéře

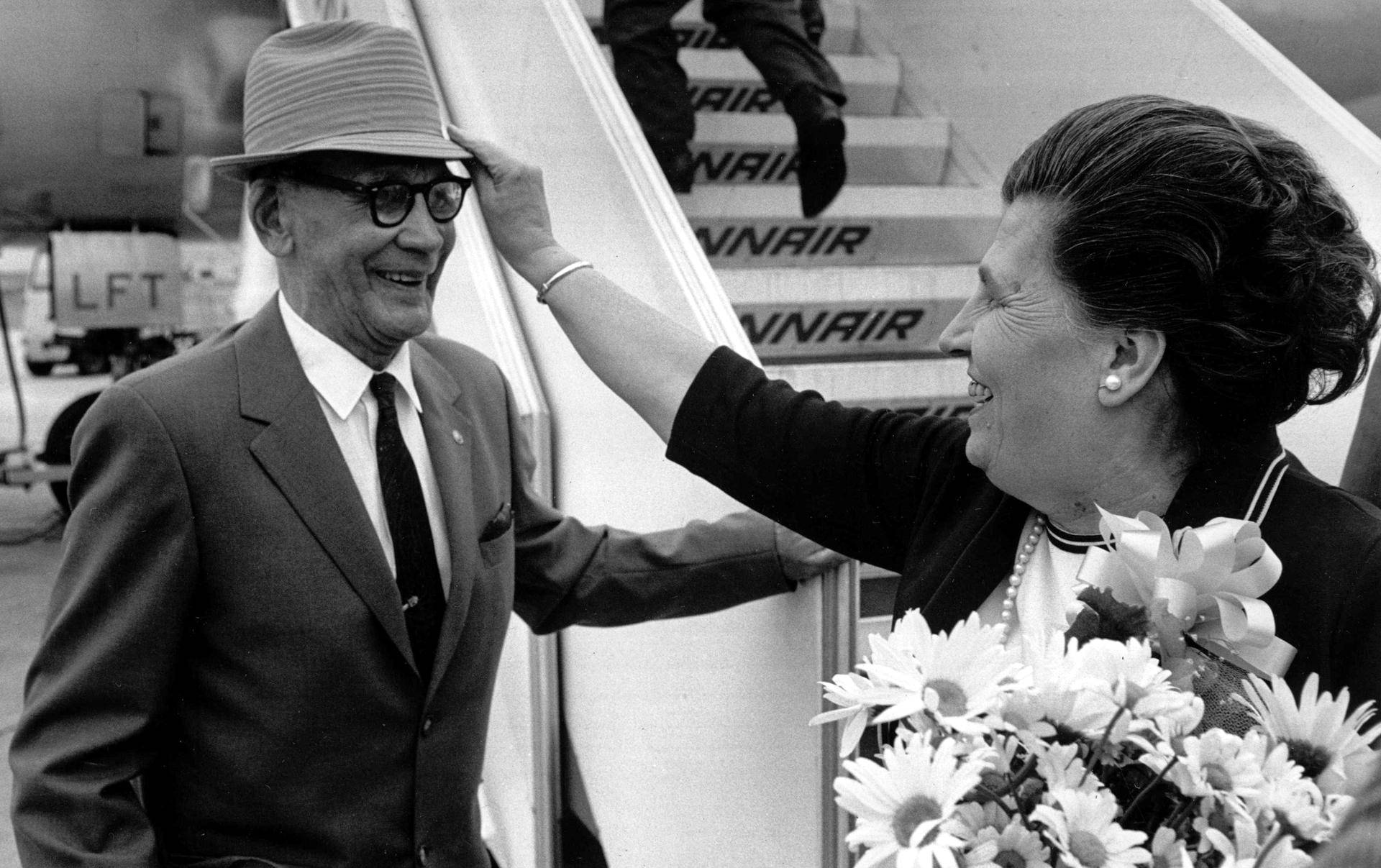
Fotografie Ritoli při jeho návštěvy Finska roku 1971. Vpravo stojí jeho žena Liisa Ritoli.

Ritola ukončil svoji sportovní kariéru krátce po své účasti na Olympiádě v Amsterdamu a nadále se zúčastnil pouze několika závodů ve Spojených státech amerických. Vrátil se zpět na své bývalé místo na stavbě v USA a až do roku 1959 pracoval ve fyzicky náročných zaměstnáních. Roku 1937 získal americké občanství. Jeho dcera Anja Impola žila v Americe až do její smrti v roce 2013. Ritolova první žena zemřela roku 1965 a roku 1967 se oženil s Liisou Lauren. V roce 1971 se se svojí ženou přestěhovali do Finska do Helsinek, kde Ritola 24. dubna roku 1982 ve svých 86 letech zemřel.

## Ritola v odkazech
- Ritolovu sochu zhotovil ještě za jeho života sochař Maija Nuoto v roce 1978 a nachází se v Ritolově rodném kraji Peräseinäjoki, jež je dnes součástí obce Seinäjoki.[3]
- Po Ritolovi je ve Peräseinäjoki pojmenována zdejší sportovní hala – Ritolahalli.
- Během pohřebního ceremoniálu nesli ritolovu rakev slavní olympionici, jako je například Lasse Virén.[3]
- Na ritolovu počest se koná závod Kunto – Ritola

## Zajímavosti
Z ritolových sportovních úspěchů s v hovorové finštině zachovala fráze „Ottaa Ritolat“, což je možné přeložit jako „vytáhnout Ritolu“ (anglicky „pull a Ritola“). Význam této fráze znamená odněkud rychle zmizet.